# Fender Mustang
La Fender Mustang è una chitarra prodotta dalla Fender a partire dal 1964, sviluppata dagli "student models" Fender Musicmaster e Fender Duo-Sonic.
La Mustang presenta due single coil con un atipico sistema di switching e un ponte tremolo utilizzato solo su questo modello. Inizialmente era prodotta con due scale diverse, da 22,5" e da 24".

Nel 2010 Fender ha prodotto una serie di amplificatori chiamata Mustang.

## Storia

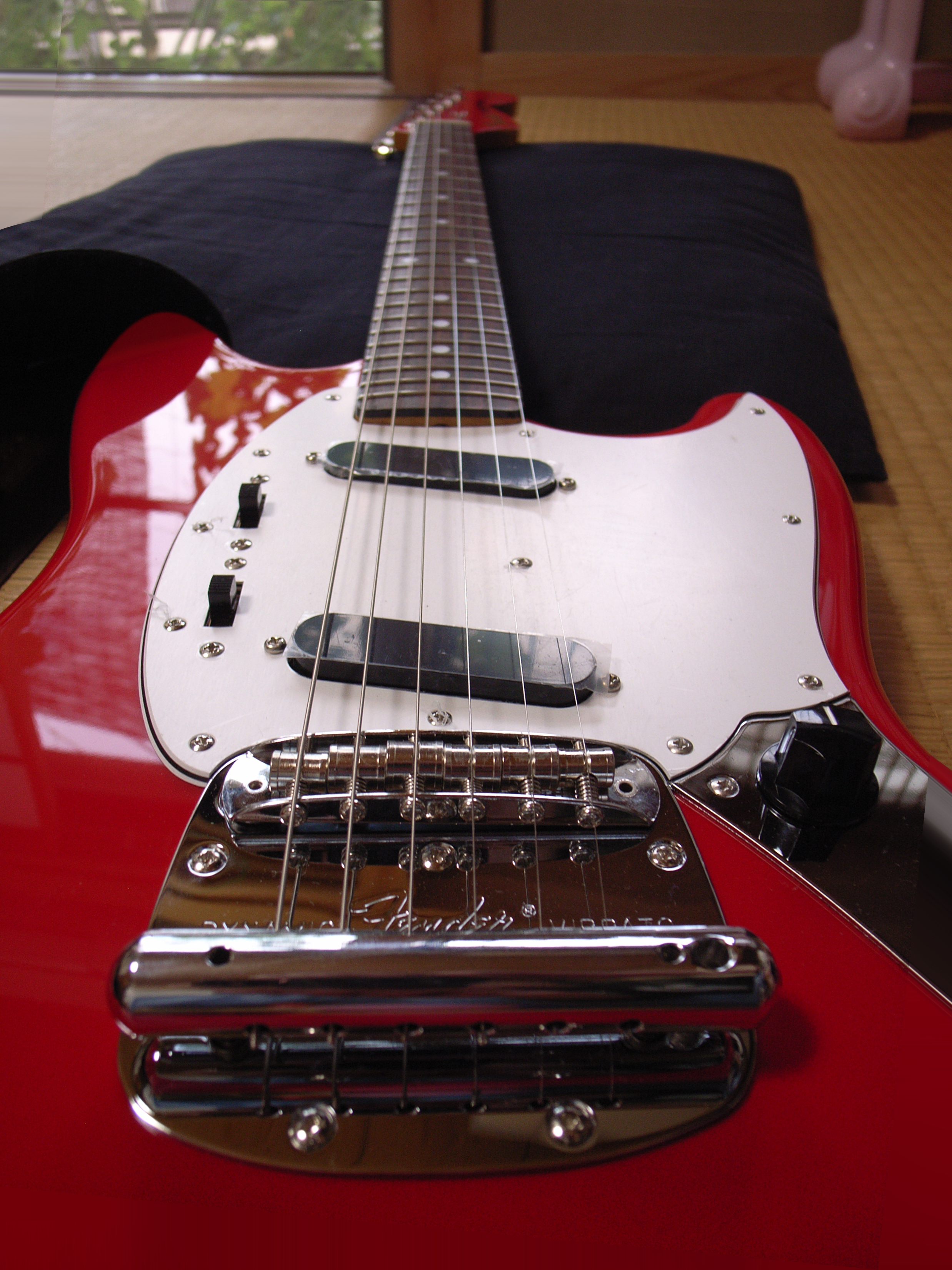
Ponte Fender Dynamic Vibrator

La Fender Mustang nasce nel 1964, per affiancare la produzione della linea Fender Student Model, che comprendeva anche la Fender Musicmaster e la Fender Duo-Sonic.
Nel 1982 esce dal mercato, per ricomparire poi nel 1994 come Mustang '69 Reissue, e nel 2006 come Mustang '65 Reissue, entrambe costruite dalla Fender giapponese.
La Fender Mustang è nota al pubblico principalmente grazie al musicista Kurt Cobain, che ne fece la sua chitarra preferita, soprattutto per ragioni economiche, dato che le Mustang avevano un prezzo sicuramente più appetibile rispetto alla Stratocaster. Questo permetteva a Cobain di acquistare molti manici mancini di ricambio, per rimpiazzare quelli che rompeva nei concerti. Tuttavia, la chitarra era apprezzata dal leader dei Nirvana anche per la sua scala corta (61 centimetri), che ben si adattava alle sue mani piccole. Inoltre, anche il famoso chitarrista John Frusciante usò una Mustang del 1965, in un periodo della sua lunga militanza nei Red Hot Chili Peppers, ed anche il cantante e chitarrista Adrian Belew dei King Crimson usò una Mustang modificata negli anni '80.

I modelli prodotti nei primi anni sessanta, conosciuti come pre-CBS, purché conservati in ottimo stato, possono raggiungere alte quotazioni di mercato.
Nel 2012 Fender ha costruito una versione signature della Mustang: la Kurt Cobain Mustang, dedicata all'omonimo musicista.

## Dati tecnici
Solid body, manico 24", tastiera in palissandro, due pick-up, due potenziometri per la regolazione dei toni e del volume. Adotta un sistema di switching tra i due pick-up costituito da due interruttori ciascuno a tre posizioni, portando il totale delle combinazioni tra i pickup a 4 (manico/ponte/insieme in fase/insieme fuori fase). Il sistema della leva del vibrato, (Fender Dynamic Vibrator) era simile a quello montato sui modelli di punta della linea Fender di allora: Fender Jazzmaster e Fender Jaguar.
La Mustang è stata prodotta principalmente in tre colorazioni: Daphne Blue, Olympic White, Dakota Red. La Fender giapponese continua tuttora a produrre Mustang, usando le colorazioni standard della ditta (Sunburst, Dakota Red, Olympic White, Black, Daphne Blue).
A partire dal 2016 viene prodotta dalla Fender negli stabilimenti messicani una speciale versione della Mustang, la Mustang 90 facente parte delle Offset series che monta dei pickup single coil P90 sia al ponte che al manico con switch a 3 posizioni che conferisce maggiore aggressività rispetto alla versione tradizionale con single coil standard.